# Illumina
Illumina ist ein US-amerikanischer Hersteller von Geräten für die Gentechnik mit Sitz in San Diego. Das Unternehmen wurde 1998 gegründet und ging im Jahr 2000 an die Börse. llumina besitzt einen Marktanteil von 71 % bei Sequenzierautomaten. Die Sequenzierer detektieren, wie die Sanger-Sequenzierung, mittels sequencing-by-synthesis (SBS).

## Geschichte
Von 1999 bis Ende 2016 wurde Illumina von Jay Flatley geleitet, welcher nach seinem Abgang als CEO noch bis 2021 als Executive Chairman arbeitete.
2007 übernahm Illumina die Firma Solexa. Bei Solexa wurde die Solexa/Illumina DNA-Sequenzierungsmethode entwickelt (von David Klenerman und Shankar Balasubramanian, die 1998 Solexa gründeten). 2006 übernahm Illumina Solexa für 600 Millionen Dollar.
Im September 2022 hat die EU-Kommission die Übernahme des Krebstestentwicklers Grail durch Illumina verboten, um den Wettbewerb zwischen den Entwicklern von Krebsfrüherkennungstests zu bewahren. Dies nachdem die Übernahme im August 2021 bereits vollzogen worden war. Grail war 2016 von Illumina gegründet worden, die mit 14,6 % der größte Aktionär des Unternehmens blieb. Zu den Mitbesitzern gehörten Jeff Bezos und Bill Gates.

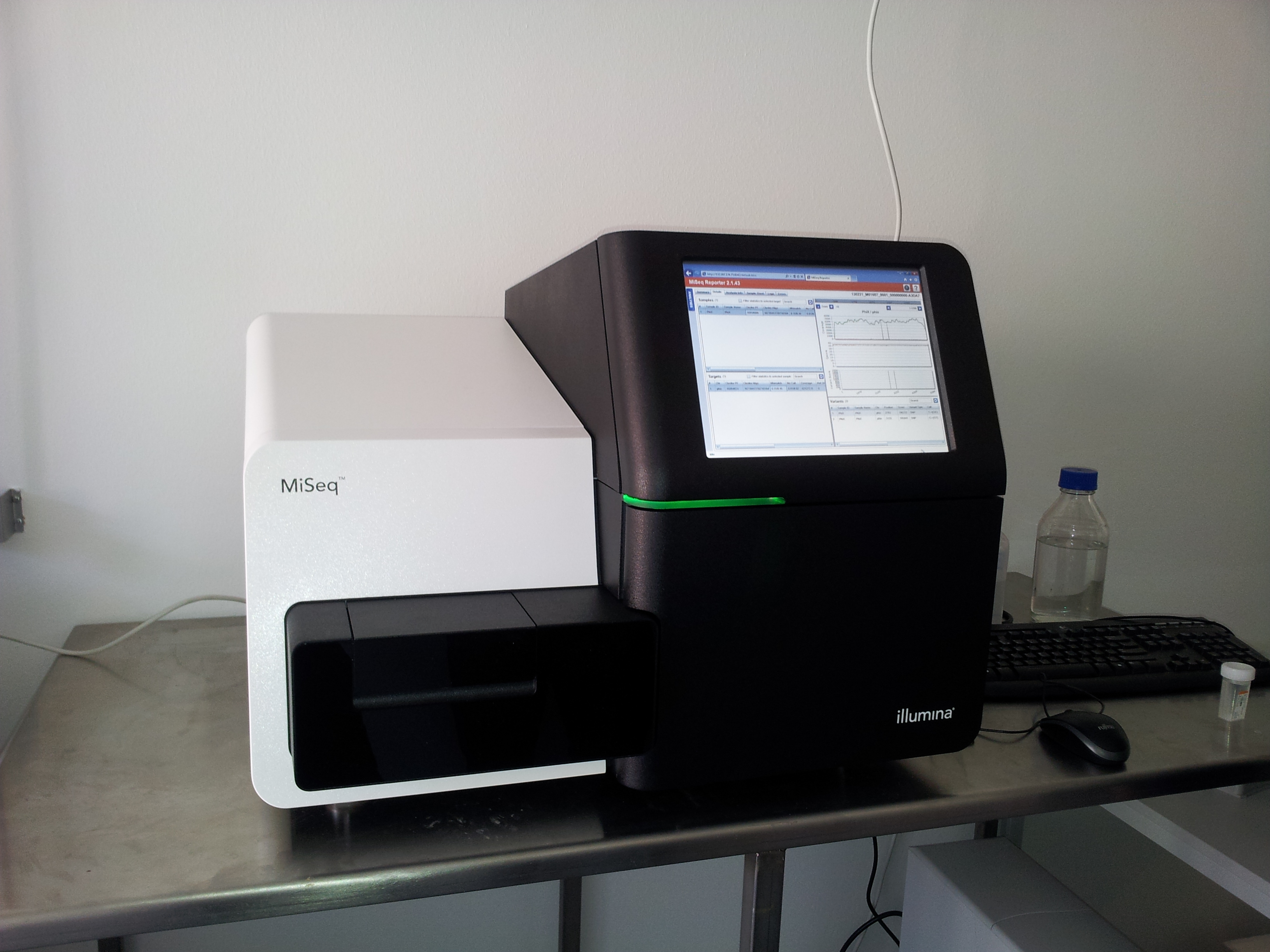
Sequenziergerät MiSeq
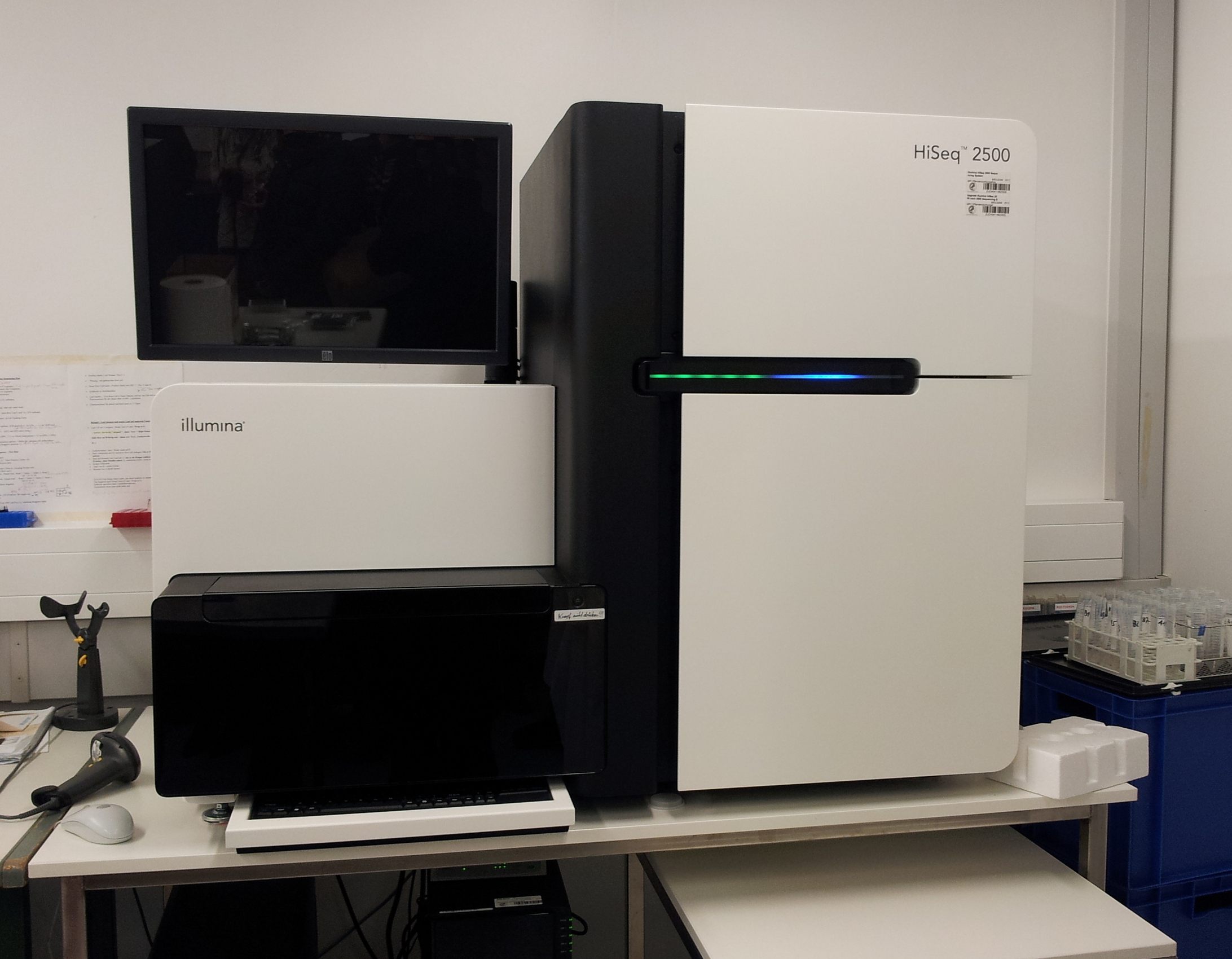
S.-gerät HiSeq 2500